# Florian Stepniak
Le bienheureux Florian Stepniak (mort le 12 août 1942) est un prêtre capucin polonais, mort martyr dans le camp de concentration de Dachau. Il fait partie des martyrs polonais de la Seconde Guerre mondiale.

## Biographie
Florian Stepniak est né à Żdżary en Voïvodie de Varmie-Mazurie (aujourd'hui en Pologne) le 3 janvier 1912, dans une famille de paysans. Il fait ses études au collège et au Lycée en compensant ses faiblesses scolaires par une assiduité et un travail acharné. Il rejoint le Tiers-Ordre franciscain durant ses années de Lycée. À 19 ans, il entre chez les Capucins de Nowe Miasto Lubawskie. Il étudie les Saintes Écritures à Lublin et se distingue par « son zèle, sa générosité et son dévouement ». Il est ordonné prêtre le 24 juin 1938. Dans son ministère, il est connu pour son « rayonnement spirituel ». Après l'invasion de la Pologne, le pouvoir nazi arrête et déporte un grand nombre de prêtres catholiques polonais. Le 25 janvier 1940, il est arrêté par la Gestapo et déporté en même temps que tous ses frères du couvent. Ils sont envoyés au camp de Dachau,. 

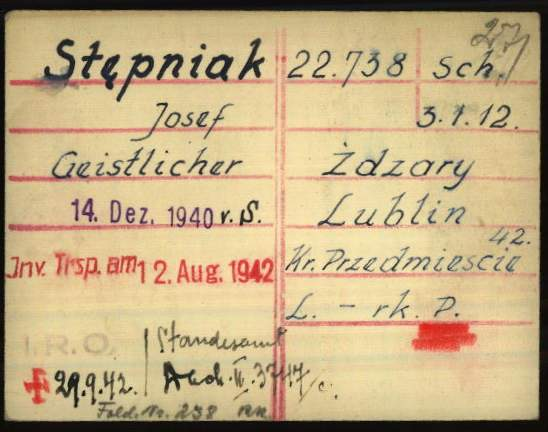
Carte d'enregistrement du père Stepniak lors de son entrée à Dachau.

Là, il va soutenir ses camarades du bloc des condamnés à mort. Ceux-ci l'appelleront le « père spirituel » ou le « soleil du camp ». Après deux années de mauvais traitements, épuisé, il est envoyé dans une chambre à gaz le 12 août 1942,, à Hartheim en Autriche.

## Béatification et canonisation
Florian Stepniak est béatifié par le pape Jean-Paul II le 13 juin 1999 en même temps qu'une centaine de martyrs polonais de la Seconde Guerre mondiale. Sa mémoire est célébrée le 12 août, en même temps qu'un autre prêtre polonais, le père Joseph Straszewski.